# José Giral
José Giral Pereira (Santiago de Cuba, 22 de octubre de 1879-Ciudad de México, 23 de diciembre de 1962) fue un político y químico farmacéutico español, presidente del Consejo de Ministros durante la Segunda República, además de ejercer otros altos cargos de Estado.
Farmacéutico y químico de profesión, militó en los círculos republicanos. Amigo personal de Manuel Azaña, tras la proclamación de la Segunda República desempeñaría varias carteras ministeriales. Así mismo, fue diputado en las Cortes republicanas. Con el estallido de la Guerra civil fue nombrado presidente del Consejo de Ministros, autorizando la entrega de armas a la población. Esta medida contribuyó a que la rebelión militar fracasara en numerosos sitios, si bien provocó un grave problema de orden público a las autoridades republicanas. Con el aparato del Estado deshecho, incapaz de imponer su autoridad sobre las masas revolucionarias y, al mismo tiempo, de hacer frente a las fuerzas sublevadas, Giral terminaría presentando su dimisión.
Al final de la guerra civil marchó al exilio, instalándose en México. Tras el final de la Segunda Guerra Mundial llegó a presidir el gobierno republicano en el exilio, en el intento de construir un frente unido frente a la dictadura franquista.

## Biografía

### Orígenes y primeros años
Nacido el 22 de octubre de 1879 en Santiago de Cuba, era hijo de Antonio Giral Cambronero, militar peninsular enviado a Cuba, que posteriormente obtuvo una plaza de Auxiliar de Telégrafos, y de Antonia Pereira, natural de Santiago de Cuba. La madre de Giral falleció cuando este tenía cuatro años de edad.
Una vez finalizados sus estudios de química y de farmacia en Madrid, ganó en 1905 la cátedra de química orgánica en la Universidad de Salamanca. De ideología republicana, fue encarcelado en 1917 por participar en la huelga general de aquel año.
En 1920 abandonó su cátedra, que quedó en excedencia, vendió la farmacia que regentaba en Salamanca, se trasladó a Madrid y abrió una farmacia en el número 35 de la calle de Atocha. Volvió a sufrir prisión bajo la dictadura de Primo de Rivera (1923-30) y el gobierno de Berenguer (1930).

### Carrera política
Amigo íntimo de Manuel Azaña, en 1925 sería uno de los impulsores —junto a Enrique Martí Jara— del Grupo de Acción Republicana. Años después este pequeño grupo se convertiría en un partido político, Acción Republicana (AR). Al proclamarse la Segunda República, en abril de 1931, fue nombrado rector de la Universidad Central de Madrid y consejero de Estado.
Ligado a la provincia de Cáceres, de cara a las elecciones a Cortes Constituyentes de junio de 1931 se postuló como candidato por esta circunscripción, logrando obtener acta de diputado. En las Cortes llegó a fungir como portavoz del grupo parlamentario de Acción Republicana. En las elecciones de 1936 volvería a obtener acta de diputado por Cáceres, esta vez bajo las siglas de Izquierda Republicana. Su candidatura logró obtener 98.516 votos.
En octubre de 1931 fue designado ministro de Marina en el gabinete que presidía Manuel Azaña, cargo que detentaría hasta junio de 1933. En febrero de 1936 volvería a asumir la cartera de Marina en nuevo nuevo gabinete presidido por Azaña; mantendría este puesto durante los posteriores gabinetes de Augusto Barcia y Santiago Casares Quiroga.

### Guerra civil

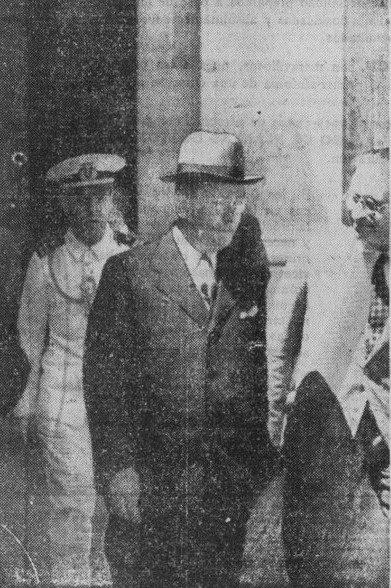
Giral saliendo de Palacio Nacional con el encargo de formar gobierno

La grave situación provocada por el golpe de Estado de julio de 1936 y la incapacidad de Casares Quiroga para hacer frente al mismo provocarían su dimisión, la noche del 18 de julio. Tras un efímero gabinete centrista liderado por Diego Martínez Barrio, y después de que Mariano Ruiz Funes rechazara formar gobierno, la mañana del 19 de julio Giral fue nombrado presidente del Consejo de Ministros. Cuando Giral asumió el cargo el gobierno republicano había perdido el control de Marruecos, las islas Canarias, las Baleares —salvo Menorca—, Castilla la Vieja, Navarra, buena parte de Aragón y parte de Andalucía.
Una de las primeras medidas que tomó Giral fue la autorización para que se entregaran armas al pueblo, lo que permitió aplastar la rebelión en muchos sitios. Así, hacia el 25 de julio la rebelión militar había sido derrotada en los centros urbanos —Madrid, Barcelona, Valencia, Málaga o Bilbao— y en varias regiones. El fracaso de los golpistas por hacerse con el poder y la incapacidad del gobierno por controlar la sublevación transformarían la situación en una guerra civil.
Sin embargo, la entrega de armas también se convirtió en un arma de doble filo y dejó al gobierno sin el monopolio del orden público. Paralelamente, el golpe de Estado provocó el colapso del Estado en muchos sitios, produciéndose una auténtica situación revolucionaria en la zona leal a la República. El gobierno Giral se demostró impotente para imponer su autoridad sobre las masas exaltadas, y las autoridades terminaron perdiendo el control del orden público frente a la preponderancia de las milicias. La noche del 22 al 23 de agosto se produjo una matanza en la cárcel Modelo de Madrid, en la cual resultaron asesinados una treintena de conocidos políticos y militares a manos de milicianos. Aquel suceso supuso un fuerte menoscabo de la reputación de la República en el exterior. El propio José Giral lloró cuando tuvo conocimiento de lo ocurrido.
El aparato del Estado quedó descoyuntado en la zona leal a la República, surgiendo en su lugar numerosos núcleos de poder autónomos. En Cataluña las autoridades de la Generalidad empezaron a usurpar competencias que no le correspondían según su propio Estatuto de Autonomía.
La desarticulación de los resortes del Estado también impidió organizar una defensa adecuada ante los avances de las fuerzas sublevadas, especialmente del Ejército de África, algunos de cuyos efectivos habían logrado cruzar el Estrecho de Gibraltar y avanzaban hacia Madrid. El 3 de septiembre los sublevados conquistaron Talavera, hecho que provocó una grave crisis en la zona republicana. Talavera constituía la última gran localidad en el camino hacia Madrid. Esa misma noche Giral presentaría su dimisión a Azaña, decisión que comunicaría a sus ministros al día siguiente, 4 de septiembre. Sería sustituido por el líder socialista Francisco Largo Caballero.
La formación del nuevo gobierno no significó su salida del mismo, pues siguió teniendo presencia en el Consejo de Ministros como ministro sin cartera. En mayo de 1937 fue nombrado ministro de Estado en el nuevo gobierno presidido por Juan Negrín, en sustitución del socialista Julio Álvarez del Vayo. A mediados de aquel año Giral y Negrín viajaron a París para intentar convencer al gobierno francés de que debía ponerse fin a la política de no intervención, iniciativa en la que no tuvieron éxito. En abril de 1938, durante la crisis provocada por la derrota republicana en Aragón, hubo un nuevo cambio de gobierno; Giral abandonó el Ministerio de Estado, pero continuó en el gabinete como ministro sin cartera. Estuvo presente en la última reunión de las Cortes republicanas, celebrada en el Castillo de Figueras el 1 de febrero de 1939.
Unos días después, el 5 de febrero, Giral cruzó la frontera francesa junto a Azaña y Martínez Barrio.

### Depuración profesional
Acabada la contienda José Giral sufrió la represión del régimen franquista. El Tribunal provincial de Responsabilidades Políticas de Madrid le impuso una multa de setenta y cinco millones de pesetas. La represión también le afectaría en el ámbito profesional, siendo depurado como catedrático y separado del servicio. Dicha depuración se produjo mediante una orden Ministerial de febrero de 1939, junto a otros catedráticos:

... se separa definitivamente por ser pública y notoria la desafección de los catedráticos universitarios que se mencionarán al nuevo régimen implantado en España, no solamente por sus actuaciones en las zonas que han sufrido y en las que sufren la dominación marxista, sino también por su pertinaz política antinacionalista y antiespañola en los tiempos precedentes al Glorioso Movimiento Nacional. La evidencia de sus conductas perniciosas para el país hace totalmente inútiles las garantías procesales que, en otro caso constituyen la condición fundamental en todo enjuiciamiento, y por ello, este Ministerio ha resuelto separar definitivamente del servicio y dar de baja en sus respectivos escalafones a los señores: Luis Jiménez de Asúa, Fernando de los Ríos Urruti, Felipe Sánchez Román y José Castillejo Duarte, catedráticos de Derecho; José Giral Pereira, catedrático de Farmacia; Gustavo Pittaluga Fattorini y Juan Negrín López, catedráticos de Medicina; Blas Cabrera Felipe, catedrático de Ciencias; Julián Besteiro Fernández, José Gaos González Pola y Domingo Barnés Salinas, catedráticos de Filosofía y Letras, todos ellos de la Universidad de Madrid. Pablo Azcárate Flórez, Demófilo de Buen Lozano, Mariano Gómez González y Wenceslao Roces Suárez, catedráticos excedentes de Derecho
Orden del 3 de febrero de 1939, Ministerio de Educación Nacional.

### Etapa en el exilio

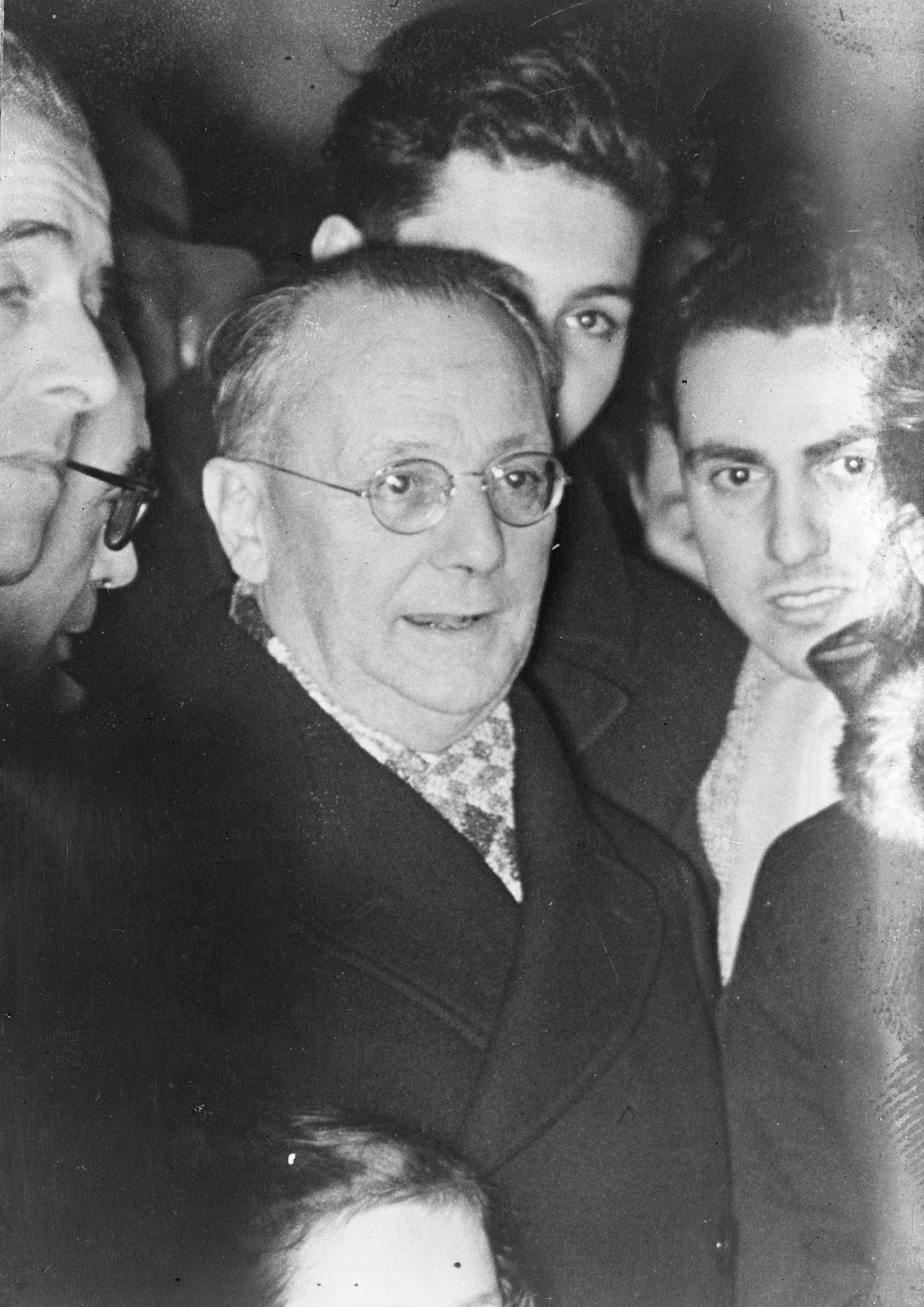
José Giral, en 1946.

Tras la derrota de la República marchó al exilio. Emigrado primero a Francia, se trasladó a México, donde continuaría manteniendo el contacto con el exilio republicano al tiempo que ejercía la docencia en la Facultad de Química de la Universidad Nacional Autónoma de México de la capital mexicana. Ejerció con honores la actividad académica desde su llegada a México hasta su muerte. Desde 1940 formó parte de El Colegio de México, institución a la que renunció en agosto de 1945 en virtud de su designación como jefe del gobierno republicano español.
En agosto de 1945 las Cortes republicanas se reunieron en Ciudad de México por primera vez desde el final de la guerra civil; Martínez Barrio, que prometió el cargo de Presidente de la República en el exilio, encargó a Giral la formación de un gobierno.
Falleció en Ciudad de México el 23 de diciembre de 1962.